# №
數字符號（英語：numero sign或numero symbol或№），也可表為Nº、No、No.或no.，複數則寫為Nos.或nos.，是字體排印學中的一個縮寫，代表單字「numero」，表示順序的計數，尤其是名稱和標題。例如，若有了數字符號，較長形式的書面地址「相思大道22號」可簡寫為「相思大道№ 22」，雖然兩種形式念起來都一樣長。
印刷上，數字符號是大寫拉丁字母N與通常上標的小寫字母o的結合，有時會加上下劃線，類似陽性的序數標識。Unicode中，該字元為U+2116 № NUMERO SIGN ，HTML：&#8470;。
牛津英語詞典認為數字符號源自於拉丁語「numero」（「數字」，奪格形式「......的數目、由......數量、用......數字」）。羅曼語族中，數字符號被理解為「數字」的縮寫，比方說義大利語的「numero」、法語的「numéro」和西班牙語、葡萄牙語及加利西亞語的「número」。

## 運用
數字符號，儘管在國際上廣泛使用，在幾乎所有歐洲語言中，它並不是正式的字母符號。

### 英語
在英語中，「numero」的縮寫「No.」經常被用來取代「number」。在美式英語中，井號，即「#」，反而較常使用。在德語中，「Nummer」的縮寫是「Nr.」（有句號），而在芬蘭語中，「numero」的縮寫是「nro」，或有些過時的「n:o」（以區分普通的「no」，這是一個感嘆號，大致對應於英語中「Oh, well」或「Well, let's see」中的「well」）。

### 法語
數字符號在法國並不普遍，在標準的AZERTY鍵盤上也沒有出現。反而，法國國家印刷廠建議使用「no」（一個「n」加上一個上標的小寫「o」）。複數形式的「nos」也可以使用。实际中，「o」常常被度數符號（°）替代，度数符号看起來很像上標的「o」，在AZERTY鍵盤上也很容易打。其他歐洲語言對於序數標識（º）的使用，法國並不建議。

### 西班牙語
數字符號在印刷上不是記號字元，但單字「número」（number）根據西班牙上標字母的縮寫慣例——「letras voladas」（飛行字母）和「voladitas」（小飛行字母）——其中縮寫字的末字母寫成下劃線的小寫上標字：「no」和「No」（單數），「nos」和「Nos」（複數），與其他的飛行字母是同樣的方式，如「Fco」代表「Francisco（舊金山）」、「Ma」代表「María（瑪利亞）」、「fdo」代表「firmado（簽署）」。替代形式「No.」不被使用因為可能會與西班牙單字「no」搞混。萬一沒有可用的排版選項時，可接受的替代版為：「Nro.」、「nro.」或「núm.」（包括句點）。數字符號也可表示序數，「1o（第一）」、「2o（第二）」、「3o（第三）」等等。「ª」也用作陰性序號：「1ª」、「2ª」、「3ª」等等。

### 葡萄牙語
葡萄牙拼寫規則不允許使用「№」，因為它是一個縮寫，必須要在上標的「O」前放置一個句號：「n.o」而不能是「no」（複數：n.os）。然而，這是一個常見的錯誤，報紙和媒體經常寫「no」甚至「no.」。「№」不被接受的另一個理由是因為「número」不能拼寫成大寫的「N」，故其縮寫形式遵循相同的規則。如同在西班牙語中，「no.」是不被接受的，模稜兩可的用法可能會與「no」（「em」（in）和陽性單數的定冠詞「o」（the），的縮短形）搞混。序號指標也可以要來表示頭銜的性別：「Prof.a」=「professor'a'（女性教師／教授）」，相對於「Prof.」。事實上，對這種形式的縮寫沒有單字的限制。例如：葡萄牙語：代表（一種敬語）、葡萄牙語：代表（私人股份有限責任公司）和葡萄牙語：代表葡萄牙語：（女士）等。傳統上，應該要有下劃線，然而，由於實際上很多字體不這麼顯示該符號，這種用法正緩慢消失。

### 義大利語
縮寫的排版慣例類似西班牙語，但除了數字符號外，很少用上標字。該符號通常以縮寫「n.」或「no」取代，後者包括序數標誌。類似的上標字也用在「1a」、「2o」、「3o」和「3a」等。

### 俄語
雖然字母「N」不是西里爾字母，數字符號在俄語印刷屬於排版組合，而且可以在俄羅斯電腦和打字機鍵盤上找到。

### 印尼語和馬來西亞語
印尼語用「Nomor」，馬來西亞語用「nombor」，因此帶有句號的「No.」普遍被視為標準拼寫的縮寫。

## 輸入方法
在不支援此符號的打字機和電腦上，它可以普遍被三合字母「No.」（字母「N」、字母「o」和句號）取代。
在支援度數符號或陽性序數標識（較佳）的打字機和電腦上，以「N」開頭的二合字母，如「N°」或「Nº」，便足以作為數字符號的替代版，但只有在視覺媒體上獨立呈現時適當，若字型和大小皆與數字符號不相近時，一般來說該二合字母便不適合在電腦數據中代表數字符號。
在俄羅斯電腦和打字機鍵盤上，№通常在3鍵上。
Mac OS X中，該字元可以在「U.S. Extended」和「Irish Extended」的鍵盤佈局上輸入⇧ Shift+⌥ Option+;。
在有組合鍵的X11系統中，該字元可以用Compose、⇧ Shift+N、O輸入。或是也可以使用標準XIM樣式：Ctrl+⇧ Shift+u、2、1、1、6、↵ Enter。
HTML中，數字符號（若無法直接輸入）可以用&#8470;或&#x2116;代替。

## 外部連結
- Unicode Letterlike Symbols code chart （页面存档备份，存于）